# Waindalithi River
Waindalithi River är ett vattendrag i Fiji.   Det ligger i divisionen Centrala divisionen, i den östra delen av landet, 40 km norr om huvudstaden Suva. Waindalithi River ligger på ön Viti Levu.